# Dick Ricketts
Richard James Ricketts, Jr. (ur. 4 grudnia 1933 w Pottstown, zm. 6 marca 1988 w Rochester) – amerykański koszykarz, występujący na pozycjach skrzydłowego oraz środkowego oraz baseballista, grający jako miotacz.
W 1955 roku podpisał jako wolny agent kontrakt z drużyną baseballową – St. Louis Cardinals. Zdecydował się jednak na występy w NBA, do której to ligi został wybranym z pierwszym numerem w drafcie. 
7 marca 1956 roku wyrównał niechlubny rekord NBA, oddając 15 niecelnych rzutów z gry, bez ani jednego trafienia w całym meczu.
Z koszykówki wycofał się w 1958 roku po nieszczęśliwym wypadku na boisku Maurice'a Stokesa. Roku później rozegrał 12 spotkań w barwach Cardinals, 9 razy wychodząc w składzie podstawowym. 
Jego młodszy brat Dave występował w Major League Baseball przez 6 lat, zdobywając w tym czasie puchar World Series w 1967 roku.

## Osiągnięcia
NCAA
- Mistrz turnieju NIT (1955)[2]
- Finalista turnieju NIT (1954)[2]
- Zaliczony do składów[3]:
  - All-American First Team (1955)
  - All-American Second Team (1954)